# Jonathan Littell
Jonathan Littell (Nueva York, 10 de octubre de 1967) es un escritor franco-estadounidense. Su novela Las benévolas (Les Bienveillantes), escrita en francés a los 39 años, fue galardonada con los premios  Goncourt y Gran Premio de Novela de la Academia Francesa de 2006.En marzo de 2007, consiguió la nacionalidad francesa por su «contribución a la brillantez de Francia», tras dos intentos infructuosos en 2006.[cita requerida]

## Biografía
Nacido en una familia de origen judío lituana, emigrada a Estados Unidos a finales del siglo XIX, es hijo del escritor Robert Littell. Hoy en día reside en Barcelona junto a su esposa belga y sus dos hijas.[cita requerida] Su infancia transcurrió en Francia, donde su padre trabajaba como corresponsal de prensa y sólo dejó este país para ingresar en la Universidad de Yale tras concluir sus estudios de bachillerato en el Liceo Fenelón en 1985.
A pesar de que su familia no vivió de modo directo el destino que tuvieron los judíos en Europa, Jonathan Littell creció con esta historia, que se convirtió en el tema central de su primera obra. Marcado también durante su infancia por la guerra de Vietnam, se trasladó, después de haber pasado tres años en Yale, a los Balcanes, que en ese momento estaban en guerra. Se dedica a acciones humanitarias en el seno de la ONG Acción contra el hambre en la que trabajó durante siete años, particularmente en Bosnia-Herzegovina, pero también en otros muchos lugares del mundo como Chechenia, Afganistán, el Congo e incluso Moscú. En 2001, decide cesar en su labor humanitaria y se dedica de lleno a escribir su primera novela, Las benévolas ("Les Bienveillantes"), un amplio e impresionante fresco sobre la Segunda Guerra Mundial y el Frente del Este, que adopta la forma de las memorias imaginarias de un culto oficial de las SS llamado Maximilien Aue. El libro ganó el premio Goncourt de 2006, y ha sido y sigue siendo un gran (y polémico) acontecimiento literario.
Propuesto a cuatro  editores franceses distintos a través de un agente literario británico, el manuscrito fue rechazado por Calman-Lévy, y aceptado por Gallimard incluso antes de que los otros dos hubieran contestado. Uno de los hilos conductores del libro es el mito de Orestes, de ahí el título: Las Benévolas, que se mencionan además de forma explícita en la última línea del libro, en la frase: "Las Benévolas habían dado con mi rastro." Las Benévolas son las Euménides -que dan título a la obra de Esquilo-, la otra cara de las Erinias, o las Furias, que en la Antigüedad perseguían a los criminales. Se las nombra en el título y en la última frase, pero aparecen durante buena parte del libro encarnadas en Clemens y Weser, los dos policías de la Kripo que persiguen tenazmente a Max Aue.
Su anterior y única obra Bad Voltage apareció en 1989 en la editorial Signet Book. Aparecen en este libro muchas referencias a Francia y a autores como Jean Genet y Charles Baudelaire, así como a la ciudad de París. Además, habla en varias ocasiones de las canteras y catacumbas de París. Jonathan Littell, que en el momento de escribir esa novela contaba sólo con 22 años, escribió un ensayo de ciencia ficción que se desarrollaba en el universo Cyberpunk.
También publicó en 2006 un largo y detallado informe acerca de los Servicios Secretos de la Federación de Rusia entre 1991 y 2005 The Security Organs of the Russian Federation - A Brief History 1991-2005 disponible gratuitamente (en inglés) en Internet.

## Obras
- 1989: Bad Voltage, ed. "Signet Books", primera novela de (ciencia ficción Cyberpunk) de Jonathan Littell, escrita en inglés.

- 2006 : The Security Organs of the Russian Federation - A Brief History 1991-2005 - Psan Publishing House  documento electrónico gratuito (en inglés) disponible en internet.

- 2006 :  Les Bienveillantes  (Las benévolas) , Paris, Gallimard, 2006, Premio Goncourt, Gran Premio de Novela de la Academia Francesa. Según Jorge Semprún, este libro es el "acontecimiento del siglo". En español lo ha publicado RBA con traducción de María Teresa Gallego Urrutia. En cuanto a  la versión catalana, corre a cargo de Pau Joan Hernández y ha sido editada en 2007 por Quaderns Crema con el título "Les benignes".

- 2009 : Lo seco y lo húmedo, Paris, Gallimard, 2009, Publicada en España por RBA libros, 2009; con traducción de María Teresa Gallego Urrutia.
- 2018: Una vieja historia, París, Gallimard, 2018, Publicada en español por Galaxia Gutenberg, con traducción de Robert Juan-Cantavella. ISBN 9788417355562.